# Судебное решение
Судебное решение — постановление суда первой инстанции, которым дело разрешается по существу. Решение суда принимается в совещательной комнате.
Судебное решение традиционно принято рассматривать в двух значениях:
1. действия суда для завершения судебного разбирательства и подведения итогов;
2. документ судебной инстанции, содержащий результат разрешения спора по существу.

В Российской Федерации законодательное определение понятия «судебное решение» закреплено:
1. в Гражданском процессуальном кодексе РФ как «постановление суда первой инстанции, которым дело разрешается по существу»[3];
2. в Арбитражном процессуальном кодексе РФ как «судебный акт, принимаемый при рассмотрении дела по существу арбитражным судом первой инстанции»[4].

В уголовном производстве аналогом решения выступает приговор — постановление о невиновности или виновности подсудимого, вынесенное судами первой и апелляционной инстанции.
Помимо судебных решений, суд также издаёт определения и судебные приказы.
Определение об утверждении мирового соглашения по юридической силе не уступает решению.

## Сущность судебного решения
Сущность судебного решения состоит в том, что оно является волевым актом органа государства. Разрешая от имени государства гражданское дело по существу, суд подтверждает определенное правоотношение (или его отсутствие), субъективные материальные права и обязанности либо определенные факты.
1. Акт органа, осуществляющего правосудие.
2. Правоприменительный акт, завершающий судебное разбирательство и восстанавливающий нарушенные права.
3. Акт, который выносится в результате рассмотрения дела по существу и в процессуальной форме.

## Значение судебного решения
- Общеполитическое — решение принимается именем государства и имеет силу закона на всей территории РФ;
- Правоприменительное — решение разрешает материальный спор, устраняет неопределенность в правах и обязанностях сторон;
- Процессуальное — решение суда — процессуальный документ, который принимается с соблюдением установленной законом процедуры.

Из ст.2 ГПК можно вынести еще одно значение. Воспитательное значение.Оно следует из задач Гражданского Судопроизводства — воспитание граждан в духе уважения к закону и суду.

## Правовая характеристика судебного решения

### Законность судебного решения
Принято считать, что законность судебного решения реализуется посредством правильного применения законов и иных нормативных актов, а также соблюдении всеми судьями установленных правил при рассмотрении дел в суде. В российском законодательстве отсутствует понятие «законная сила», доктрина говорит, что это своего рода воплощение силы и авторитета судебной власти. Решение вступает в законную силу, и судебный акт наделяется такими свойствами, как обязательность, неопровержимость, исключительность, исполнимость и преюдициальность.

### Законная сила судебного решения
Судебное решение, вынесенное судом общей юрисдикции, вступает в законную силу по истечении срока на апелляционное обжалование, если оно не было обжаловано в течение месяца после вынесения решения в окончательной форме. Пропущенный срок может быть восстановлен.

### Обязательность судебного решения
Свойство обязательности раскрывается законодателем следующим образом: «вступившие в законную силу судебные постановления являются обязательными для всех без исключения органов государственной власти, органов местного самоуправления, общественных объединений, должностных лиц, граждан, организаций и подлежат неукоснительному исполнению на всей территории РФ…». Кроме того в статьи закона содержится предупреждение, что неисполнение судебного постановления влечёт за собой ответственность (например, уголовную — ст. 315 УК РФ «Неисполнение приговора суда, решения суда или иного судебного акта»).
В случае, если лицо на которое решением суда возложено обязательство, уклоняется от его выполнения, судебное решение подлежит принудительному исполнению в соответствии с законом «Об исполнительном производстве».

### Неопровержимость судебного решения
Неопровержимость представляет собой невозможность апелляционного и кассационного обжалования после того, как прошли установленные законом процессуальные сроки. Исключение составляет пересмотр по вновь открывшимся обстоятельствам.

### Исключительность судебного решения
Свойство исключительности раскрывается в невозможности сторон, других лиц, участвующих в деле, а также их правопреемников вновь заявлять в суде те же исковые требования и на том же основании. Иначе говоря, недопустимость обращения в суд по вторично заявленному иску, тождественному с первоначальным, спор по которому разрешён вступившим в законную силу решением суда, однако, предусмотрены и определённые изъятия.

### Преюдициальность судебного решения
Тесно связано с исключительностью свойство преюдициальности, законом устанавливается общее правило, в силу которого после вступлении судебного решения в законную силу стороны и другие лица, участвующие в деле, не могут вновь оспаривать в другом процессе установленные судом факты. Например, признание решением суда организации банкротом препятствует оспариванию ей данного решения в другом процессе, например, по делу о присуждении определённого имущества кредиторам. Признание решением суда организации банкротом имеет преюдициальное значение для решения по делу о присуждении имущества кредиторам.

### Исполнимость судебного решения
В соответствии с законом решение суда приводится в исполнение после вступления его в законную силу, за исключением случаев немедленного исполнения, в порядке установленном федеральным законом. У суда имеется множество способов обеспечить исполнимость судебного решения, в частности суд вправе отсрочить или рассрочить исполнение решения, установить определённый порядок и срок для его исполнения.

## Содержание (составные части) судебного решения

### Вводная часть
Во вводной части решения суда указываются: дата и место принятия решения суда; наименование суда, состав суда; секретарь судебного заседания; стороны, другие лица, участвующие в деле (третьи лица, прокурор, свидетели), их представители (документы на основании, которых они участвуют в процессе); предмет спора и заявленное требование.

### Описательная часть
Описательная часть содержит указание на требования (и их нормативно-правовые основания) истца, возражения ответчика и объяснения других лиц (третьих лиц, прокурора, свидетелей), участвующих в деле, обстоятельства и доказательства представленные сторонами, и, исследованные судом, а также на факт извещения и явки сторон в процесс по делу, на проведённую подготовку к основному судебному заседанию (дата, время и место предварительного судебного заседания, запрошенные у сторон документы и иные доказательства, вызов свидетелей, и т. п. по ситуации).

### Мотивировочная часть
В мотивировочной части решения указываются обстоятельства и доказательства по делу, представленные сторонами и иными лицами участвующими в деле, которые были приняты и дополнительно запрошены судом, мотивы, согласно которым суд признал эти обстоятельства и доказательства относящимися к делу; доказательства, на которых основаны выводы суда об этих обстоятельствах; доводы, по которым суд отвергает те или иные доказательства; статьи кодексов и законов, которыми руководствовался суд при принятии решения об отказе/удовлетворении заявленных требований.

### Резолютивная часть
Резолютивная часть решения содержит наименование сторон и формулировку заявленных требований (по заявлению или исковому заявлению) выводы суда об удовлетворении заявленных в суд требований либо об отказе в удовлетворении заявленных в суд требований полностью или в части, указание на распределение судебных расходов, срок и порядок обжалования решения суда, на отсрочку либо рассрочку исполнения, а также на отмену обеспечительных мер либо на обращение (только в случаях прямо предусмотренных кодексами или законами РФ) решения к немедленному исполнению, если это не приведёт к возможному нарушению прав одной из сторон по делу, иных лиц на обжалование и последующее исполнение постановлений апелляционной или кассационной инстанций в случае отмены либо изменения решения первой инстанции. Резолютивная часть решения объявляется и выдаётся сторонам сразу после объявления решения суда и должна быть оформлена соответствующим образом (подписи и фамилии и. о. судей, печать суда).

## Публикация судебного решения
Вступивший в силу 1 июля 2010 года Федеральный закон (ФЗ-262) «Об обеспечении доступа к информации о деятельности судов в Российской Федерации» предусматривает, что на интернет-сайтах судов должны размещаться полные тексты всех решений и приговоров, а также сведения об их обжаловании и о его результатах. Закон специально указывает, что тексты приговоров размещаются после их вступления в силу, а тексты иных судебных актов — после их принятия.
В целях обеспечения безопасности участников судебного процесса из текстов в большинстве случаев будут исключаться персональные данные, кроме фамилий, имен и отчеств участников процесса, судей, прокурора и адвокатов. Роскомнадзор не считает публикацию таких сведений нарушением права граждан на защиту персональных данных. Эти выводы поддерживаются Минцифры и судами.
При размещении в сети Интернет текстов судебных актов, включающих сведения, составляющие государственную или иную охраняемую законом тайну (например, коммерческую), эти части исключаются из текстов судебных актов. Размещению в сети Интернет вовсе не подлежат тексты судебных актов, вынесенных, в частности, по делам, затрагивающим безопасность государства (то есть по всем делам о «государственных преступлениях»), а также возникающим из семейно-правовых отношений (например, по делам о разводе).
Официальные сайты судебных решений: арбитражное судопроизводство — arbitr.ru, суды общей юрисдикции — sudrf.ru.